# Öradtjärnen (Järna socken, Dalarna, 672863-141650)
Öradtjärnen är en sjö i Vansbro kommun i Dalarna och ingår i Dalälvens huvudavrinningsområde.